# Ancystroglossus
Ancystroglossus is een geslacht van kevers uit de familie van de loopkevers (Carabidae). De wetenschappelijke naam van het geslacht is voor het eerst geldig gepubliceerd in 1862 door Chaudoir.

## Soorten
Het geslacht Ancystroglossus omvat de volgende soorten:
- Ancystroglossus deplanatus Reichardt, 1967
- Ancystroglossus dimidiaticornis Chaudoir, 1863
- Ancystroglossus gracilis Chaudoir, 1863
- Ancystroglossus ovalipennis Reichardt, 1967
- Ancystroglossus punctatus Reichardt, 1967
- Ancystroglossus strangulatus Chaudoir, 1863